# Karin Swartling
Karin Mathilda Swartling, född 7 juli 1877 i Norrköping, död 27 april 1961 i Kvillinge socken i Östergötland, var en svensk målare och grafiker.

## Biografi
Hon var dotter till disponenten och politikern Frans Johan Axel Swartling och Mathilda Charlotta Ståhlbom och från 1914 gift med prosten Edvard Evers. Swartling studerade vid konstakademien 1901–1908 och deltog där i Axel Tallbergs etsningskurs. Hon genomförde en längre studieresa till Florens och Rom 1908–1909 men kom därefter på grund av sjukdom inte att utveckla sitt konstnärskap. Hennes konst består av porträttframställningar och hon finns representerad vid Kungliga biblioteket i Stockholm. Swartling år begravd på Matteus kyrkogård i Norrköping.